# Evelyn Lear
Kammersängerin Evelyn Lear (Brooklyn, Nueva York, 8 de enero de 1926 - Sandy Spring, Maryland, 1 de julio de 2012) nacida Evelyn Schulman fue una soprano estadounidense destacada por su interpretación en óperas y música contemporáneas, de Alban Berg y Richard Strauss.

## Comienzos y carrera temprana
Hija de la soprano coloratura Nina (Kwartin) Quartin, y de Nathan Shulman su familia era ruso-judía y su abuelo fue el famoso cantor Zavel Kwartin. Estudió en el Hunter College, en la Universidad de Nueva York y más tarde voz, corno, piano y composición en la Juilliard School of Music de New York. En 1945 se casó con  Walter Lear , médico y activista, padre de sus dos hijos, del que se divorció en 1952. En Juilliard conoció a su segundo esposo, el bajo barítono Thomas Stewart (1928-2006). Su debut profesional fue en Boston en la obra de Marc Blitzstein, Reuben Reuben, como protagonista junto a Eddie Albert. El show solo permaneció dos semanas en cartel y nunca llegó a Broadway. La pareja se casó en 1955 y como ganadores de la Beca Fullbright para estudiar en la Hochschule für Musik se establecieron en Berlín donde estudió con la célebre coloratura Maria Ivogün, la misma maestra de Elisabeth Schwarzkopf y de Rita Streich.
Como miembro de la Ópera Alemana de Berlín debutó como el Compositor en Ariadne auf Naxos de Strauss y en 1962 en Viena en las primeras representaciones de posguerra de Lulú de Alban Berg dirigidas por Karl Böhm. El personaje de Berg - y Marie en Wozzeck, la otra ópera del compositor - fueron su mejor carta de presentación en los más importantes teatros líricos europeos y en el Teatro Colón de Buenos Aires en 1965.
Su carrera se extendió entre 1957 y 1992 apareciendo en más de cuarenta personajes en las compañías más importantes de Estados Unidos destacándose su versatilidad y rapidez en el aprendizaje musical. Su insaciable curiosidad en el repertorio contemporáneo la llevó a estrenar obras de Werner Egk (Die Verlobung in San Domingo en la reapertura de la Ópera Estatal de Baviera en Múnich, 1961), Robert Ward, Martin Levy, Rudolf Kelterborn, Giselher Klebe y Thomas Pasatieri (The Seagull, 1974). Los rigores de la escritura vocal contemporánea pronto se hicieron sentir en el desgaste de su registro agudo.

## El "MET"
El demorado debut en el Metropolitan Opera, debido a problemas de cachet entre la administración del teatro y la pareja Stewart-Lear, llegó en 1967 con A Electra le sienta bien el luto (Mourning becomes Electra) del compositor Martin Levy donde en el rol de Lavinia obtuvo un éxito clamoroso. En la sala metropolitana interpretó Octavian y la Mariscala de El caballero de la rosa, la condesa de Las bodas de Fígaro, Donna Elvira en Don Giovanni, Alice Ford en Falstaff y en Lulú como la condesa Geschwitz en 1980. Su despedida se produjo el 15 de octubre de 1985 como la Mariscala en Der Rosenkavalier dirigida por James Levine acompañada por Tatiana Troyanos y Kathleen Battle.
Lear gozó de una particular afinidad con la obra de Richard Strauss con las Cuatro últimas canciones (con Karl Böhm) siendo una de las pocas cantantes que interpretaron los tres roles femeninos de El caballero de la rosa. En teatros alemanes cantó Sofia al principio de su carrera, el caballero Octavian en el Metropolitan Opera y posteriormente la Mariscala en varios teatros como San Francisco, New York, Buenos Aires y La Scala dirigida por Carlos Kleiber.
Otros personajes: Emilia Marty de Leoš Janáček, Tatiana de Eugene Onegin de Chaicovski, Cleopatra en Giulio Cesare de Händel, Tosca de Puccini, Desdémona en Otelo de Verdi, Carmen de Bizet, Las alegres comadres de Windsor de Otto Nicolai, Fenena en Nabucco de Verdi, Senta de Der fliegende Holländer y como Dido en la versión en inglés de Les Troyens de Berlioz dirigida por Colin Davis.
En 1966, ganó un Grammy por la grabación de Wozzeck dirigida por Karl Böhm con Dietrich Fischer-Dieskau y Fritz Wunderlich con quienes también registró La flauta mágica de Mozart.

## Recitalista, actriz y docente
Distinguida recitalista en canciones y obras sinfónico corales de Bach, Mozart, Schubert, Schumann, Wolf, Mahler, Hahn, Villa Lobos, Faure, Debussy, Gershwin, Barber, Alban Berg, Arnold Schönberg, Bernstein y en el repertorio ruso (Chaikovski, Rajmáninov, Gliére y Gretchaninoff). 
Admirable actriz, interpretó en 1976 a Nina Cavallini en la película Buffalo Bill y los indios de Robert Altman con Paul Newman. En 1984 fue Elizabeth I en el musical Elizabeth and Essex.
Por su contribución a las artes, el senado de Berlín la nombró Kammersängerin y el Festival de Salzburgo le otorgó el Premio Max Reinhardt.
Al retirarse, la pareja Stewart-Lear se desempeñaron como maestros de canto muy requeridos en los cursos de perfeccionamiento de las compañías de ópera americanas. Los cantantes fundaron el programa para cantantes en la Sociedad Wagner de Washington D. C.
Sus trayectorias pioneras representan al cantante norteamericano que perfeccionado en Europa supo asimilar lo mejor de las dos culturas.
Casada en primeras nupcias con el Dr. Walter Lear (1923-2010), padre de sus dos hijos, Bonnie y Jan Stewart.

## Discografía
- Bach: St John Passion / Richter
- Bartok: Bluebeard's Castle / Pierre Boulez - Londres 1975
- Berg: Lulu / Karl Böhm
- Berg: Wozzeck / Karl Böhm
- Berg: Altenberg Lieder, Op. 4 / Boulez
- Bernstein: On The Town / Michael Tilson Thomas
- Brahms: Ein Deutsches Requiem / Richter (DVD)
- Egk: Die Verlobung / Egk
- Janáček: Glagolitic Mass / Kubelík
- Krenek: Johnny Spielt Auf / Hollreiser
- Mahler: Das klagende Lied / Boulez
- Mahler: Des Knaben Wunderhorn / Stewart
- Mozart: Die Zauberflöte / Böhm
- Músorgski: Borís Godunov / Cluytens
- Schönberg, Cuarteto para soprano y cuerdas Opus 10 / New Vienna Quartet
- Strauss: Der Rosenkavalier /De Waart
- Verdi: Nabucco / Stein (Fenena)
- Verdi: Un ballo in maschera / Patané (Oscar, en alemán)
- Weill: Johnny Johnson / Meredith
- Wolf: Mörike Lieder / Werba

- Evelyn Lear And Thomas Stewart Sing Wagner & Strauss
- The Art Of Evelyn Lear - Spohr, Strauss, Berlioz, Berg
- Evelyn Lear & Thomas Stewart - A Musical Tribute
- Evelyn Lear Narrates Poulenc and Satie
- Evelyn Lear - An 80th Birthday Tribute